# Badminton bei der Makkabiade 1981
Bei der Makkabiade 1981 wurden sieben Badmintonwettbewerbe ausgetragen. Sie fanden im Juli 1981 in Tel Aviv statt.

## Sieger und Finalisten
| Disziplin        | Gold                                 | Silber                           |
| ---------------- | ------------------------------------ | -------------------------------- |
| Herreneinzel     | David Spurling                       | Stuart Spurling                  |
| Dameneinzel      | Liz Aronsohn                         | Debbie Freeman                   |
| Herrendoppel     | Leonhard Engelhardt Michael Schwarcz | David Spurling Stuart Spurling   |
| Damendoppel      | Debbie Freeman S. Ezekiel            | Eva Aronsohn Liz Aronsohn        |
| Mixed            | David Spurling Debbie Freeman        | Leonhard Engelhardt Liz Aronsohn |
| Herrenmannschaft | England                              | Israel                           |
| Damenmannschaft  | England                              | Schweden                         |